# Gilberto de Lotaríngia
Gilberto de Lotaringia (c. 885 - Batalha de Andernach, 2 de outubro de 939) morreu por afogamento num rio durante a Batalha de Andernach. Foi conde de Maasgau, localidade do território da Lotaríngia.

## Biografia
A data exata do início do seu governo no condado não é clara. O ducado da Lotaríngia é mencionado em 910, já como tendo Gilberto no governo.
Gilberto deu o seu apoio ao rei de França, Carlos III, o Simples (17 de setembro de 879 — 7 de outubro de 929), aquando este em 911, para obter a paz com os Normandos, lhes cedeu, através do Tratado de Saint-Clair-sur-Epte, a Normandia, transformada este território em ducado, foi deposto dos territórios da França Ocidental em 922 por Roberto I de França (15 de agosto de 866 — 15 de junho de 923).
Em 925, Gilberto jura fidelidade ao rei Henrique I da Germânia como o duque da Lotaríngia.

## Relações familiares
Foi filho de Reginaldo I de Langhals (c. 850 - 915) e de Hersent de França, filha do rei Carlos II de França (823 - 877) e de Ermentrude de Orleães (820 - ?) 
Casou em 930 com Gerberga da Saxônia (? - 5 de maio de 959), filha de Henrique I da Germânia e de Matilde de Ringelheim "Santa Matilde" (890 - 14 de Março de 968), de quem teve:
1. Henrique da Lorena,
2. Haduid da Lorena,
3. Gerberga da Lorena (930 - 978) casada com Alberto I de Vermandois (c. 931 - 8 de setembro de 987), Conde de Vermandois,
4. Alberada da Lotaríngia casada com Reinaldo de Roucy [6] (? - 10 de maio de 967) foi o 1º conde de Roucy e de Reims

Depois da morte do marido, Gerberga da Saxônia voltou a casar, desta feita com o rei Luís IV de França  (Laon, 10 de setembro de 920 - Reims, 10 de setembro de 954), com quem teve:
1. Lotário I de França (941 — 986), rei da França depois da morte de seu pai, em 954. Foi casado em 950 com Ema de Itália.
2. Matilde
3. Hildegarde
4. Carlomano
5. Luís
6. Carlos, duque da Baixa Lorena
7. Alberade
8. Henrique